# Hudivșciîna, Șostka
Hudivșciîna (în ucraineană Гудівщина) este un sat în comuna Kaliivka din raionul Șostka, regiunea Sumî, Ucraina.

## Demografie
Componența lingvistică a localității Hudivșciîna
     Ucraineană (100%)
Conform recensământului din 2001, toată populația localității Hudivșciîna era vorbitoare de ucraineană (100%).